# Kesikköprü-Talsperre
Die Kesikköprü-Talsperre (türkisch Kesikköprü Barajı) befindet sich in Zentralanatolien, 20 km westlich von Kaman am Fluss Kızılırmak.
Die in den türkischen Provinzen Ankara und Kırşehir gelegene Talsperre wurde 1959–1966 im Auftrag der staatlichen Wasserbehörde DSİ zum Zwecke der Energieerzeugung und Bewässerung errichtet.
Der Erd-/Steinschüttdamm hat eine Höhe von 49,1 m und besitzt ein Volumen von 900.000 m³.
Der zugehörige Stausee besitzt eine Wasserfläche von 6,23 km² und ein Speichervolumen von 95 Mio. m³.
Die Talsperre dient der Bewässerung von 6.600 ha.
Das Wasserkraftwerk der Kesikköprü-Talsperre verfügt über eine installierte Leistung von 76 Megawatt. Das Regelarbeitsvermögen liegt bei 250 GWh im Jahr.
Flussabwärts befindet sich die Kapulukaya-Talsperre, etwa 25 km flussaufwärts die Hirfanlı-Talsperre.